# Władcy Bretanii

## Pierwsi władcy
- ok. 550 Canao
- Budic
- Conobier
- do 577 Macliau (brat Canao)
- 577-590 Waroch (syn)
- Conomer
- Judwall
- ok. 630  Judicael
- Withur
- Deroch
- Conomar
- Gradlon
- do 786 Roland (tylko hrabia, Bretania pod zwierzchnością Franków 786-814)
- 786-814 Gwido (tylko hrabia)
- ok. 814   Jarnithin

## Królowie Bretanii
- 814–818: Morman
- 822–825: Wihomarc
- 846–851: Nominoe
- 851–857: Erispoe
- 857–874: Salomon
- 874–876: Paskweten z Vannes i Gurvand z Rennes
- 876–888: Judicael z Rennes
- 876–907: Alan I Wielki

907–937: okupacja normańska

## Książęta Bretanii

### Dynastia z Nantes
- 937–952: Alan II Krzywobrody
- 952–958: Drogo
- 958–981: Hoel I
- 981–988: Guerech

### Dynastia z Rennes
- 988–992: Conan I Krzywy
- 992–1008: Godfryd I
- 1008–1040: Alan III
- 1040–1066: Conan II

### Dynastia kornwalijska
- 1066–1084: Hoel II
- 1084–1112: Alan IV Fergant
- 1112–1148: Conan III Gruby
- 1148–1156: Hoel III i Odon de Porhoet
- 1156–1166: Conan IV Młodszy
- 1166–1201: Konstancja Bretońska

### Dynastia z Andegawenii(Plantageneci)
- 1181–1186: Godfryd II Plantagenet
- 1196–1203: Artur Pogrobowiec
- 1199-1201 i 1203–1213: Gwidon z Thouars
- 1203–1221: Alicja z Thouars

### Dynastia Dreux(boczna liniaKapetyngów)

- 1213–1237: Piotr I Mauclerc (regent 1221, zmarł  1250)
- 1221–1286: Jan I Rudy
- 1286–1305: Jan II (książę od 1297)
- 1305–1312: Artur II
- 1312–1341: Jan III Dobry
- 1341–1364: Joanna de Penthievre i Karol de Blois

### Dynastia Montfort(gałąźdynastii Dreux)
- 1341–1345: Jan IV Bretoński
- 1364–1399: Jan V Zdobywca (pretendent od 1345)
- 1399–1442: Jan VI Mądry
- 1442–1450: Franciszek I
- 1450–1457: Piotr II
- 1457–1458: Artur III
- 1458–1488: Franciszek II
- 1488–1514: Anna Bretońska

### Dynastia Walezjuszów
- 1514–1524: Klaudia de Valois
- 1524–1536: Franciszek III (delfin Francji)
- 1536–1547: Henryk

W 1547 księstwo zostało włączone do Królestwa Francji.

## Tytuł arystokratyczny
Kreacja 1704
- 1704–1705: Ludwik Burbon

Kreacja 1707
- 1707–1712: Ludwik Burbon